# Лідине (Покровський район)
Лі́дине — село Шахівської сільської громаді Покровського району Донецької області, в Україні.

## Жертви сталінських репресій
- Давиденко Наум Павлович, 1894 року народження, село Лідине Краматорського району Донецької області, українець, малограмотний, безпартійний. Проживав за місцем народження. Робітник радгоспу. Заарештований 25 листопада 1937 року. Засуджений трійкою УНКВС по Донецькій області до розстрілу з конфіскацією майна. Даних про приведення вироку до виконання немає. Реабілітований у 1989 році.
- Лісовий Іларіон Терентійович, 1902 року народження, село Лідине Краматорського району Донецької області, українець, освіта початкова, безпартійний. Хлібороб. Проживав у селі Лідине Краматорського району Донецької області. Заарештований 25 жовтня 1930 року. Особливою нарадою при колегії ДПУ УРСР 7 березня 1931 року засуджений на 3 роки заслання у Північний край. Реабілітований у 1989 році.
- Колобай Захар Самійлович, 1891 року народження, село Лідине Краматорського району Донецької області, українець, освіта початкова, безпартійний. Проживав за місцем народження. Бригадир колгоспу імені Литвинова. Заарештований 24 вересня 1937 року. Засуджений трійкою УНКВС по Донецькій області на 10 років ВТТ. Реабілітований у 1963 році.